# Ferdinand Kersting
Ferdinand Kersting (* 20. März 1832 in Bökenförde; † 23. Januar 1895 ebenda) war Gutsbesitzer und Mitglied des Deutschen Reichstags.

## Leben
Kersting besuchte das Gymnasium in Münster und die Handels- und landwirtschaftliche Schule in Osnabrück. Er bewirtschaftete das eigene Gut in Böckenförde. Weiter war Mitglied des Ausschusses des landwirtschaftlichen Provinzial-Vereins für Westfalen und Lippe, ferner des Ausschusses der Landeskultur-Gesellschaft für den Regierungsbezirk Arnsberg, sowie auch Vorstands-Mitglied des landwirtschaftlichen Vereins des Kreises Lippstadt und Ausschuss-Mitglied des Westfälischen Bauernvereins.
Kersting war Kreisdeputierter des Kreises Lippstadt und Mitglied des Kreisausschusses seit Einführung der neuen Kreis- und Provinzial-Ordnung, sowie Mitglied des Gemeinderats in Bökenförde und des Westfälischen Provinzial-Landtages.
Von 1884 bis 1893 war er Mitglied des Preußischen Abgeordnetenhauses und von 1887 bis 1893 des Deutschen Reichstags für den Wahlkreis Regierungsbezirk Arnsberg 8 (Lippstadt, Brilon) und die Deutsche Zentrumspartei.